# Louis Hebting
Louis Hebting, né le 27 janvier 1854 à Preuschdorf et décédé le 22 avril 1933 à Schœnenbourg, est un agriculteur alsacien connu pour avoir été un colporteur de graisse de pétrole dans la région de l'Outre-Forêt. Il est connu en Alsace sous le nom de Karichschmiermann.

## Biographie
Il se marie le 9 janvier 1883 avec Rose Kuhn et s'installe alors à Schœnenbourg. Il achète une maison à l'entrée du village en direction de Wissembourg, toujours existante aujourd'hui. D'abord paysan, il laisse très vite l'exploitation à sa femme et ses fils et devient colporteur.

## Son travail de colporteur
Louis Hebting se déplaçait à pied de village en village afin de vendre de la graisse noire de pétrole, servant à graisser les essieux et les roues de charrette. Il était connu de toute la région de l'Outre-Forêt, et en est devenu l'un des symboles. Afin de se procurer sa marchandise, il partait jusqu'à la raffinerie de Pechelbronn afin de se fournir en matière première, puis rapportait son produit chez lui afin de le stocker sur le long terme. Il partait ensuite sur les routes, traversant les villages de Hunspach, Seebach, Kutzenhausen, parfois même jusqu'à Cleebourg ou Lembach. D'après de nombreux témoignages il aurait continué ainsi jusqu'à la fin de sa vie, au point que son gendre fut contraint de détruire sa petite charrette à bras pour l'empêcher de reprendre la route.

## Représentation dans l'art
En 1924, l'artiste Henri Bacher réalise la première représentation artistique connue du Karichschmiermann : une gravure dans le cadre d'une publication sur l'Outre-Forêt a l'occasion de l'inauguration de la construction d'une conduite d'eau.
En 1928, le peintre Louis-Philippe Kamm immortalise Louis Hebting par un tableau, aujourd'hui exposé dans la salle du conseil de la mairie de Merkwiller-Pechelbronn.
Plus récemment, en 2018, une statue en bois représentant le colporteur poussant sa charrette a pris place en face de la mairie de Merkwiller-Pechelbronn. Une silhouette en métal à son effigie prend place devant la Saline de Soultz-sous-Forêts.
Enfin, Louis Hebting devient la mascotte du Musée du Pétrole, en prenant une place importante dans la boutique souvenir : cartes postales, t-shirts et même bière désignée comme étant « la préférée du Karichschmiermann » y sont vendus.